# Venus Williams
Venus Ebony Starr Williams (ur. 17 czerwca 1980 w Lynwood) – amerykańska tenisistka, zwyciężczyni siedmiu turniejów wielkoszlemowych w grze pojedynczej, zdobywczyni niekalendarzowego Wielkiego Szlema w grze podwójnej (wraz z Sereną), podwójna mistrzyni olimpijska z Sydney (2000) (gra pojedyncza i podwójna) oraz mistrzyni olimpijska w grze podwójnej z Pekinu (2008) i Londynu (2012).
Starsza siostra tenisistki Sereny Williams. W 2021 roku miał premierę film biograficzny King Richard. Zwycięska rodzina, który skupiał się na historii ojca Venus, Richarda Williamsa, i jego rodziny.

## Kariera

### 1994-1997
Debiutowała w cyklu zawodowym jesienią 1994, kilka tygodni po swojej rówieśniczce, Martinie Hingis. Już w swoim pierwszym turnieju – w Oakland – dotarła do II rundy, gdzie była bliska pokonania ówczesnej wiceliderki rankingu światowego Sánchez Vicario.
Od początku kariery zwracała uwagę atletycznym przygotowaniem (pod kierunkiem ojca Richarda) i agresywnym stylem gry. Sezonem przełomowym był 1997, kiedy po raz pierwszy dotarła do finału turnieju wielkoszlemowego, US Open 1997. Po dramatycznym półfinale z Iriną Spîrleą (w którym obroniła dwie piłki meczowe), przegrała następny, decydujący mecz turnieju z Hingis 0:6, 4:6. Była pierwszą nierozstawioną finalistką US Open od 1958, a także pierwszą finalistką od 1978 (od czasu Pam Shriver), która dotarła tak daleko w debiucie.
Nieco wcześniej debiutowała także na Wimbledonie 1997, ale tam poszło jej znacznie gorzej: przegrała w I rundzie z Magdaleną Grzybowską, dla której było to jedno z najbardziej spektakularnych osiągnięć w karierze.

### 1998-2005
Pierwszy turniej wygrała w 1998 w Oklahoma City. Do lipca 2005 triumfowała w 32 turniejach w grze pojedynczej i w 10 w deblu. Wśród jej trofeów były m.in. Puchar Wielkiego Szlema (1998), Miami (1998, 1999, 2001), Rzym (Italian Open, 1999), Hamburg (1999, 2001). W 2000 wygrała dwa turnieje wielkoszlemowe – Wimbledon i US Open, powtórzyła osiągnięcia rok później. W latach 2002–2003 pięć razy zmierzyła się w finałach wielkoszlemowych z młodszą siostrą Sereną i wszystkie te mecze przegrała. Wspólnie z siostrą wygrywała natomiast turnieje wielkoszlemowe w deblu – French Open 1999 i US Open 1999, Wimbledon 2000, Australian Open 2001, Wimbledon 2002, Australian Open 2003.
W 1998 wygrywała także Australian Open 1998 i French Open 1998 w grze mieszanej, gdzie partnerował jej Justin Gimelstob. Piąty triumf wielkoszlemowy odnotowała w lipcu 2005, wygrywając po raz trzeci Wimbledon; w finale pokonała 4:6, 7:6(4), 9:7 Lindsay Davenport.
Od 1998 była klasyfikowana w czołowej dziesiątce rankingu WTA. W lutym 2002 awansowała na 1. miejsce tego rankingu; wkrótce musiała ustąpić miejsca siostrze.
Po serii kontuzji, na koniec sezonu 2003 wypadła z czołowej dziesiątki. Dwukrotnie wystąpiła w turnieju Masters, zarówno w 1999, jak i 2002 kończąc udział na półfinale.
Jednym z najbardziej udanych występów Venus Williams był start na igrzyskach olimpijskich w Sydney w 2000. Sięgnęła po złoto w grze pojedynczej, a w parze z siostrą także w grze podwójnej. Reprezentowała Stany Zjednoczone także w Pucharze Federacji (1995, 1999, 2003, 2004, 2005).

### 2006

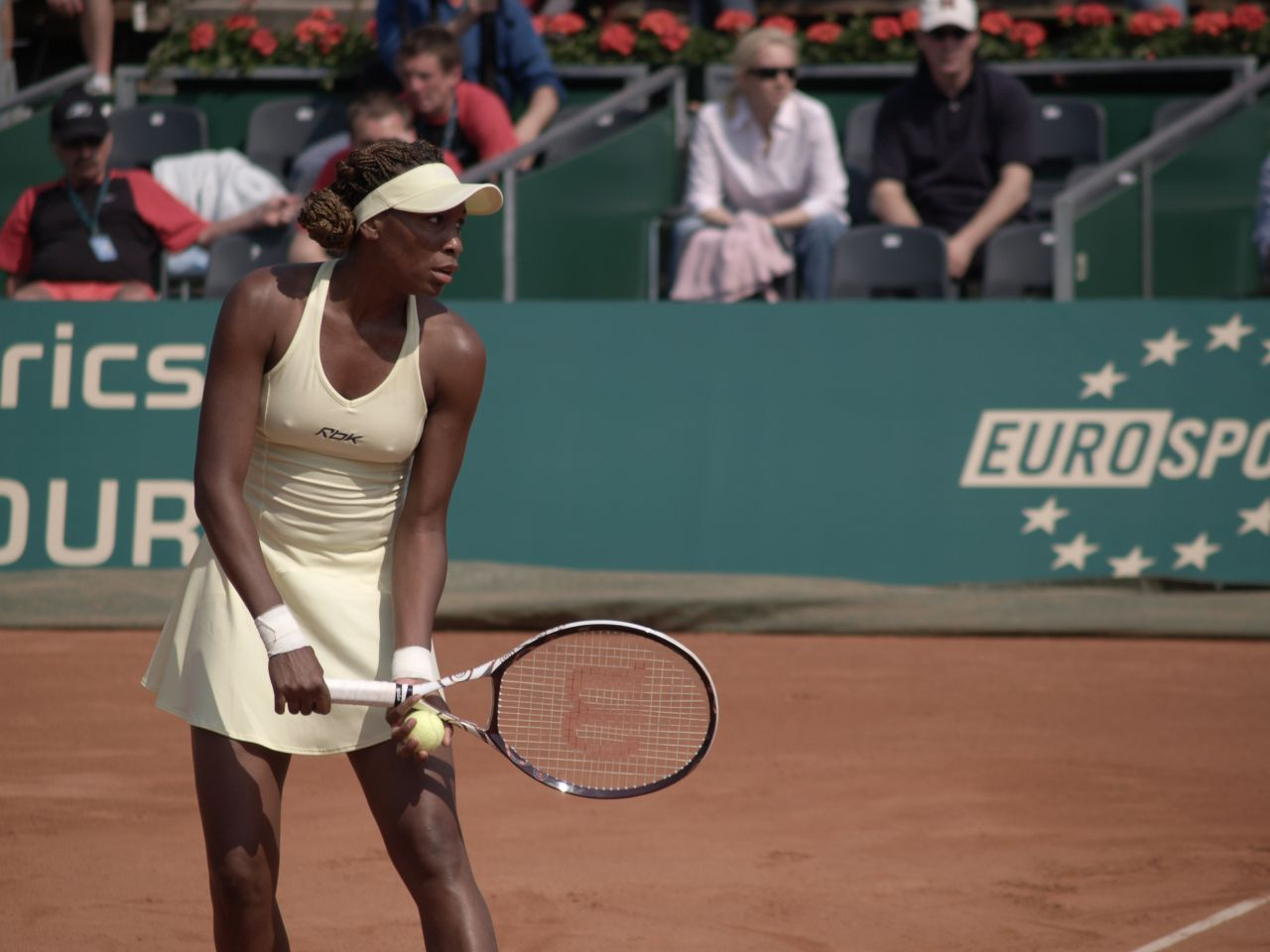
Venus Williams podczas turnieju w Warszawie

Cały 2006 rok była dręczona przez kontuzję lewego nadgarstka, co spowodowało liczne porażki i wycofania się z turniejów. Jedną z największych sensacji początku sezonu była przegrana w I rundzie Australian Open, gdzie pokonała ją Cwetana Pironkowa. Również o wygraną nad Williams postarała się Agnieszka Radwańska w FORTIS Championships Luxembourg w Luksemburgu. Jednym z najlepszych występów Venus Williams było dotarcie do 1/4 finału French Open 2006, gdzie przegrała z Nicole Vaidišovą, a także 1/4 finału w J&S Cup 2006 w Warszawie, gdzie pokonała między innymi Urszulę Radwańską i Martinę Hingis, by przegrać ze Swietłaną Kuzniecową.

### 2007
W styczniu, z powodu kontuzji lewego nadgarstka, wycofała się z wielkoszlemowego turnieju Australian Open 2007. Po raz pierwszy w sezonie zagrała w turnieju Regions Morgan Keegan Championships and the Cellular South Cup w Memphis, gdzie rozstawiona została z nr 7. W I rundzie pokonała Akiko Morigami w trzech setach. W II rundzie zwycięstwo odniosła nad Caroline Wozniacki w dwóch setach, a później pokonała Laurę Granville i Ioanę Ralucę Olaru aby w finale zdeklasować sklasyfikowaną na 17. pozycji w rankingu WTA Szachar Pe’er 6:1, 6:1.
W marcu tradycyjnie zrezygnowała z gry w turnieju Pacific Life Open w Indian Wells. Do Miami, na turniej Sony Ericsson Open przyjechała po raz dziewiąty. Jako że zajmowała w rankingu WTA 39. pozycję, a turniej był znakomicie obsadzony nie została rozstawiona i grę musiała rozpocząć już w I rundzie. Pokonała w niej Julianę Fedak 5:7, 2:6. W kolejnym spotkaniu wygrała z rozstawioną z numerem 29 Mariją Kirilenko. W 3. rundzie przegrała z Mariją Szarapową w trzech setach. Wynik ten pozwolił Williams awansować na 32. pozycję w rankingu WTA.
Jej pierwszym kwietniowym występem był turniej drugiej kategorii Bausch & Lomb Championships na wyspie Amelia Island, rozgrywany na zielonej mączce. Nierozstawiona, grę rozpoczęła od zwycięstwa nad Aravane Rezaï 6:1, 6:2. W II rundzie wygrała z nr 4 Patty Schnyder 3:6, 6:3, 6:4. W 1/16 finału wygrała z Meilen Tu w dwu- setach, by w ćwierćfinale zmierzyć się z Tatianą Golovin. Ku zaskoczeniu zgromadzonych kibiców na kameralnym obiekcie otoczonym drzewami, Williams przegrała 2:6, 3:6.
Kolejnym turniejem, w którym wystąpiła, był Family Circle Cup w Charlestonie. Po raz kolejny jako 29. w rankingu WTA, nie zmieściła się wśród rozstawionych tenisistek, i już w I rundzie zmierzyła się z nr 14, Samanthą Stosur. Williams zwyciężyła 6:2, 6:2. W II rundzie pokonała Wasilisę Bardinę 6:2, 6:1. W meczu o ćwierćfinał wygrała z Chan Yung-jan 6:2, 6:1, by w 1/4 pokonać Anabel Medinę Garrigues 6:4, 7:5. W półfinale przegrała się z 5. zawodniczką w rankingu WTA, Jeleną Janković, 6:3, 3:6, 6:7. Mimo porażki, Williams awansowała na 22. miejsce w rankingu WTA.
Tydzień później wystąpiła w I rundzie Pucharze Federacji przeciwko Belgijkom, które osłabione nieobecnością Justine Henin i Kim Clijsters wystąpiły w rezerwowym składzie. W składzie USA obok Venus Williams znalazły się jej siostra Serena Williams, Vania King i Lisa Raymond. Venus Williams zagrała przeciwko Kirsten Flipkens. Pierwszą partię po długiej walce Amerykanka wygrała do pięciu. Drugiego seta wygrała do dwóch. Tego samego dnia Serena Williams podwyższyła wynik meczu na 2:0 pokonując Caroline Maes. W niedzielę Venus Williams zagrała przy wyniku 3:0, bowiem wcześniej Vania King wygrała z Kirsten Flipkens i tym samym zapewniła Amerykankom awans do półfinału. W ostatnim meczu singlowym Amerykanka 6:1, 6:2 pokonała Yaninę Wickmayer. Ostatecznie Amerykanki pokonały Belgijki 5:0.
W maju Williams zagościła na turnieju J&S Cup 2007 w Warszawie, gdzie obok nr 1 Justine Henin, nr 2 Kim Clijsters, i nr 3 Swietłany Kuzniecowej, stawiana była w gronie faworytek turnieju. Mimo 22. miejsca w rankingu WTA nie została rozstawiona. Z Michaëllą Krajicek
wygrała 6:4, 6:3. W meczu o 1/4 finału pokonała nr 7 Jelenę Diemientjewą 6:1, 7:6(4). W ćwierćfinale przegrała ze Swietłaną Kuzniecową 6:3, 3:6, 4:6.
Ostatnim sprawdzianem formy przed French Open 2007 był turniej Istanbul Cup rozgrywany w Stambule. Wygrała mecz przeciwko Taccianie Puczak 6:1, 6:2 i do meczu II rundy przeciwko Aravane Rezaï przystępowała jako zdecydowana faworytka, którą niedawno pokonała w turnieju na wyspie Amelia Island, a jednak przegrała ten mecz.
Na French Open 2007 po raz kolejny nie miała szczęścia w losowaniu, ponieważ została rozlosowana w mocnej ćwiartce z takimi zawodniczkami jak nr 4 Jelena Janković, nr 6 Nicole Vaidišová, nr 11 Nadia Pietrowa i nr 13 Jelena Diemientjewa. W pierwszym meczu wygrała z grająca z „dziką kartą” Alizé Cornet 6:4, 6:3. W II rundzie wygrała z Ashley Harkleroad 6:1, 7:6(6), gdzie w trakcie meczu poprawiła swój rekord w szybkości serwisu: 206 km/h (najszybszy serwis jaki odnotowano przez WTA to Brendy Schultz-McCarthy 209 km/h w Cincinnati, ale rekord jest uznawany za nieoficjalny, ponieważ miał miejsce podczas eliminacji). W III rundzie przegrała z Jeleną Janković 4:6, 6:4, 1:6, trzeci raz z rzędu.
W czerwcu zagrała na Wimbledonie 2007, w wieloszlemowym turnieju, gdzie triumfowała trzykrotnie w latach: 2000, 2001 i 2005. Podczas turnieju obie siostry Williams po raz pierwszy zagrały rakietami wysadzanymi złotem. Dla Venus Williams przygotowano białą rakietę limitowanej edycji Wilson Factor Experimental, natomiast dla Sereny czarną wersję tego modelu. Obie ramy przyozdobione były elementami wykonanymi z 22-karatowego złota. Po raz kolejny najstarszy turniej tenisowy okazał się bardzo szczęśliwy dla Venus Williams. Już w pierwszym meczu, rozgrywanym na korcie nr 2, tzw. „cmentarzu gwiazd”, ponieważ przegrywali na nim m.in. Andre Agassi i Pete Sampras, była o krok od porażki z Ałłą Kudriawcewą. Po pierwszym secie przegranym przez Williams 2:6, nie popełniała tak wielu błędów w drugim, i wyrównała stan meczu, wygrywając 6:3. Decydujący set wygrała 7:5. W meczu II rundy przeciwko Hanie Šromovej, Williams dominowała, zwyciężając 6:2, 6:2. III runda okazała się najtrudniejszym spotkaniem dla Williams w całym turnieju: pokonała w niej Akiko Morigami 6:2, 3:6, 7:5. W meczu IV rundy rozgromiła nr 2 Mariję Szarapową 6:1, 6:3, rewanżując się tym samym za porażkę w tegorocznym turnieju Sony Ericsson Open w Miami. W ćwierćfinale pokonała nr 5, Swietłanę Kuzniecową 6:3, 6:4, rewanżując się za porażkę w Warszawie. W półfinale pokonała finalistkę French Open 2007, Anę Ivanović 6:2, 6:4. Tym samym, po raz szósty w karierze awansowała do finału Wimbledonu. Finał z nieoczekiwaną rywalką, nr 18 Marion Bartoli, która w półfinale pokonała rozstawioną z nr 1 Justine Henin, był jednostronnym widowiskiem. Wygrała 6:4, 6:1, i tym samym po raz czwarty mistrzostwo Wimbledonu i awans z 31. miejsca na 17. pozycję w rankingu WTA.
W US Open 2007 dotarła do półfinału, gdzie przegrała z Justine Henin. Tym samym nie pomściła swojej siostry Sereny, która przegrała z Henin w ćwierćfinale. W poprzednich rundach Venus Williams pokonała m.in. Anę Ivanović i Jelenę Janković.
36 zwycięstwo turniejowe w singlu odniosła w Seulu, pokonując w finale Mariję Kirilenko 6:3, 1:6, 6:4. W ćwierćfinale tej imprezy Venus pokonała Martę Domachowską 6:2, 6:3.

### 2008
Sezon rozpoczęła od pokazowego turnieju, w którym pokonała Mariję Szarapową. Następnie wystąpiła w Australian Open, gdzie w IV rundzie pokonała Martę Domachowską 6:4, 6:4. W ćwierćfinale przegrała z Aną Ivanović 6:7, 4:6 (mimo prowadzenia w drugim secie 3-0). W turnieju deblowym wspólnie ze swoją siostrą Sereną, dotarły do ćwierćfinału imprezy.
W Qatar Total Open w Dosze dotarła do 3. rundy, w której przegrała ze Słowaczką Dominiką Cibulkovą 3:6, 3:6. Zagrała tam także w deblu z Dunką Caroline Wozniacki, jednakże odpadły w 2 rundzie. Występu w Regions Morgan Keegan Championships and The Cellular South Cup w hali na twardym korcie w Memfis Amerykanka nie zaliczy do udanych. Przegrała w pierwszej rundzie z Czeszką Petrą Kvitovą 6:2, 4:6, 3:6. W Canara Bank Bangalore Open bez straty seta dotarła do ćwierćfinału, w którym starła się z Rosjanką Wierą Zwonariową. Venus wygrała w dwóch setach. W półfinale zmierzyła się ze swoją młodszą siostrą Sereną. Pierwszego seta wygrała Serena 6:3, drugiego w tym samym stosunku Venus. O zwycięstwie zadecydował tie-break trzeciego seta, w którym Venus uległa młodszej siostrze 4-7. W turnieju Sony Ericsson Open na Florydzie odpadła w ćwierćfinale po porażce z Rosjanką Swietłaną Kuzniecową 4:6, 4:6. W Rzymie po raz kolejny osiągnęła 1/4 finału, ulegając Serbce Jelenie Janković 7:5, 2:6, 3:6. We French Open odpadła w 3. rundzie po porażce z Włoszką Flavią Pennettą.
Pierwszym wygranym turniejem Venus w 2008 roku okazał się Wimbledon. Amerykanka nie straciła w nim ani jednego seta. Zwyciężyła z: Naomi Cavaday, Anne Keothavong, Maríą José Martínez Sánchez, Alisą Klejbanową, Tamarine Tanasugarn oraz Jeleną Diemientjewą. W finale pokonała swoją młodszą siostrę 7:5, 6:4. Tym samym odniosła piąte zwycięstwo na kortach Wimbledonu, drugi raz drugie z rzędu. Ponadto w pojedynku finałowym Venus zaserwowała piłkę, która osiągnęła prędkość 208 km/h. Jest to oficjalny rekord świata, jeśli chodzi o szybkość zaserwowanej piłki w londyńskim turnieju.
Na Igrzyskach Olimpijskich w 2008 roku wraz z Sereną Williams zdobyły złoty medal w deblu.
Wygrała też kończący sezon turniej mistrzyń WTA Sony Ericsson Championship w Dosze. Było to jej pierwsze zwycięstwo w karierze w turnieju tej rangi. Zabrakło w nim obrończyni tytułu, Justine Henin, która w maju tego roku ogłosiła zakończenie tenisowej kariery. W drodze po tytuł i milion dolarów Venus pokonała w „grupie kasztanowej” Dinarę Safinę, Jelenę Diemientjewą i swoją młodszą siostrę Serenę, następnie w półfinale Jelenę Janković, a w finale Wierę Zwonariową.

### 2009
Będąc rozstawioną z numerem 6. dotarła do drugiej rundy Australian Open, przegrywając z nierozstawioną Carlą Suarez Navarro. W grze deblowej wywalczyła tytuł w parze z siostrą Sereną. W lutym wygrała turniej w Dubaju po czym awansowała na piątą pozycję w rankingu WTA, oraz turniej w Acapulco.
Dotarła do dwóch półfinałów w Miami, gdzie przegrała w trzech setach z Sereną i w Rzymie, przegrywając z Safiną. W obydwóch po drodze eliminowała Agnieszkę Radwańską.
Odpadła w trzeciej rundzie French Open po porażce z Ágnes Szávay 0:6, 4:6. Jako obrończyni tytułu z Londynu, dotarła do ostatniej fazy. W finale Wimbledonu przegrała z Sereną 6:7, 2:6. Następnie doszła do finału w Stanford, gdzie uległa Marion Bartoli 2:6, 7:5, 4:6. W Cincinnati doszła do III rundy, gdzie przegrała z Flavią Pennettą 6:7, 4:6. W turnieju Rogers Cup odpadła w II rundzie, ulegając Katerynie Bondarenko 6:1, 5:7, 4:6. Na US Open doszła do IV rundy, przegrywając późniejszej zwyciężczyni, Kim Clijsters 0:6, 6:0, 4:6. W Tokio, w II rundzie uległa Anastasiji Pawluczenkowej, zaś tydzień później w Pekinie, podczas China Open, znów w II rundzie uległa Pawluczenkowej 6:3, 1:6, 4:6. W turnieju kończącym sezon 2009 doszła do finału, w którym przegrała z Sereną. Sezon 2009 zakończyła na 6. miejscu w rankingu WTA.

### 2010
W Australian Open, jako rozstawiona z „piątką” doszła do ćwierćfinału, ulegając Li Na. Po Australian Open obroniła tytuł w Dubaju wygrywając w finale z Wiktoryją Azaranką 6:3, 7:5. Następnie wygrała turniej w Acapulco. W Miami, jako że była zawodniczką rozstawioną w pierwszej rundzie otrzymała „wolny los”. W II rundzie wygrała z Soraną Cirsteą 6:4, 6:3, zaś w trzeciej z Robertą Vinci 6:1, 6:4, w IV rundzie spotkała się z Danielą Hantuchovą i wygrała 1:6, 7:5, 6:4. W ćwierćfinale spotkała się z Agnieszką Radwańską, gdzie wygrała 6:3, 6:1. W półfinale wygrała z Marion Bartoli 6:3, 6:4. W finale została pokonana przez Kim Clijsters 2:6, 1:6. W ćwierćfinale turnieju w Rzymie przegrała 0:6, 1:6 z Jeleną Janković Podczas turnieju w Madrycie, w parze z siostrą Sereną Williams, wygrały turniej w deblu, zaś w grze pojedynczej przegrała w finale z Aravane Rezaï 2:6, 5:7. W turnieju French Open została rozstawiona z numerem 2, ale odpadła w IV rundzie z Nadią Pietrową 4:6, 3:6, z kolei w deblu wygrała ze swoją siostrą Sereną Williams swój 11 turniej wielkoszlemowy. Na Wimbledonie odpadła nieoczekiwanie w ćwierćfinale przegrywając z Cwetaną Pironkową 2:6, 3:6 (Bułgarka była wówczas sklasyfikowana na 82. miejscu w rankingu). Venus, wraz z siostrą Sereną, broniła tytułu w grze podwójnej, jednak odpadły one w ćwierćfinale, ulegając patrze rosyjskiej Jelena Wiesnina – Wiera Zwonariowa. Po Wimbledonie starsza z sióstr Williams spadła na 4. pozycję w rankingu.
Z powodu kontuzji kolana Williams opuściła wszystkie turnieje US Open Series. Pod znakiem zapytania stał także jej występ w US Open, lecz ostatecznie Williams wróciła do zdrowia. Amerykanka bez problemów doszła do czwartej rundy. W następnych dwóch spotkaniach bez straty seta pokonała Szachar Pe’er oraz Franscescę Schiavone. W półfinale Venus zmierzyła się z broniącą tytułu Kim Clijsters. Williams wygrała pierwszego seta, lecz ostatecznie przegrała cały mecz 6:4, 6:7(2), 4:6. Z powodu kontuzji stopy, w Nowym Jorku nie grała Serena, więc Venus nie broniła tytułu mistrzowskiego w deblu.
Po US Open Amerykance odnowiła się kontuzja kolana, przez którą nie zagrała już do końca sezonu żadnego meczu i zmuszona była do wycofania się z WTA Tour Championships oraz z finału Pucharu Federacji, w którym to Venus miała zagrać przeciwko Włoszkom.
Venus Williams, grając zaledwie 9 turniejów w sezonie, na koniec 2010 roku uplasowała się na 5. miejscu w rankingu singlowym, oraz na 11. w rankingu deblowym.

### 2011
Z powodu przedłużającej się kontuzji, Amerykanka nie wzięła również udziału w turnieju Roland Garros; był to pierwszy turniej Wielkiego Szlema od czasów US Open z 2003 roku, w którym żadna z sióstr Williams nie zagrała.
Jednocześnie rozpoznano u Williams chorobę autoimmunologiczną – zespół Sjögrena. W związku z tym postanowiła przejść na weganizm.

### 2012

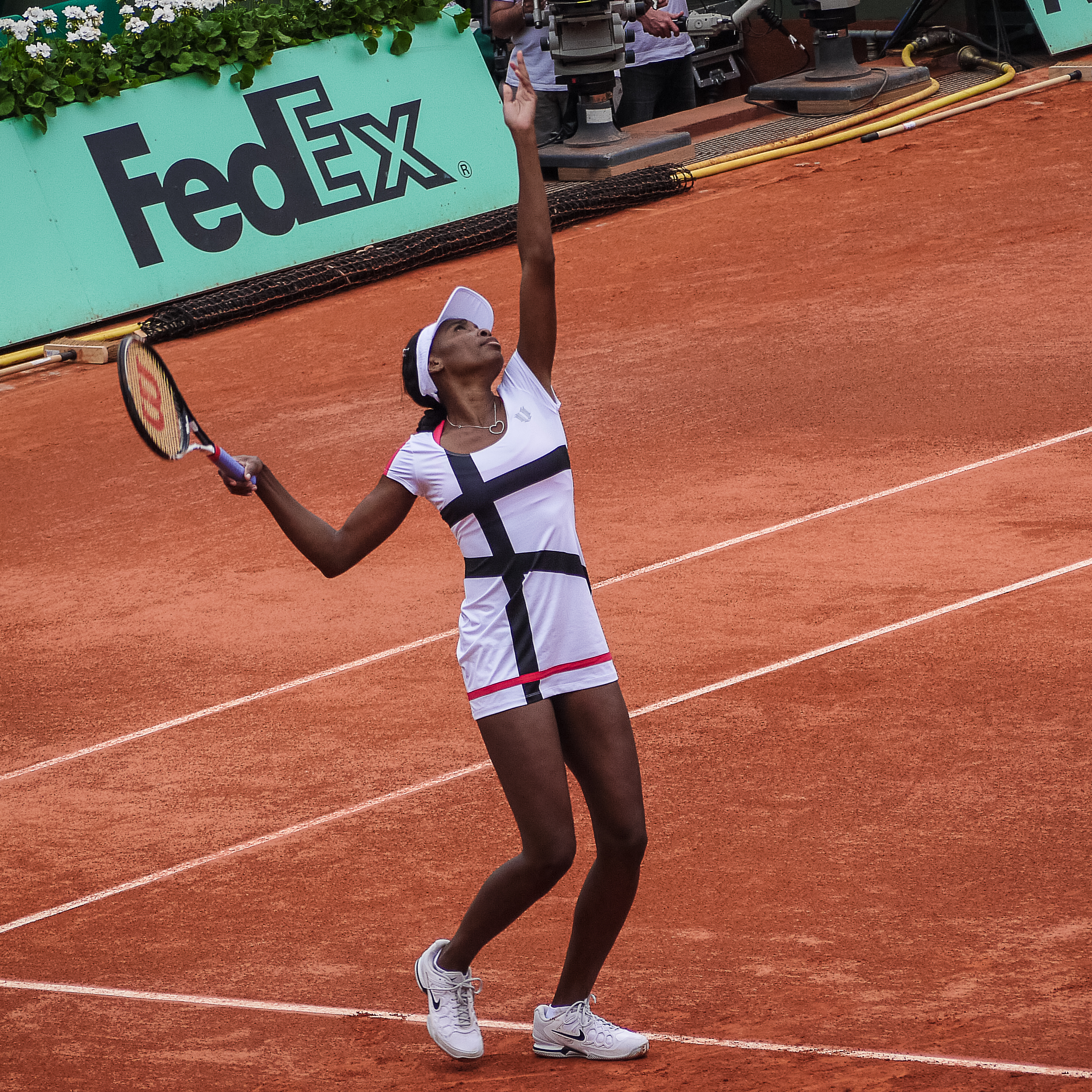
Venus Williams serwuje na Roland Garros.

Na przełomie czerwca i lipca triumfowała w wielkoszlemowym Wimbledonie w grze podwójnej kobiet, gdzie występowała razem z siostrą, Sereną. W finałowym pojedynku pokonały Andreę Hlaváčkovą i Lucie Hradecką 7:5, 6:4.
W grze podwójnej podczas zawodów organizowanych z okazji XXX Letnich Igrzysk Olimpijskich uczestniczyła razem z siostrą. Razem zdobyły trzeci złoty medal igrzysk olimpijskich w rozgrywkach deblowych. W finale pokonały ponownie Andreę Hlaváčkovą i Lucie Hradecką wynikiem 6:4, 6:4.
W sierpniu podczas turnieju w Cincinnati Amerykanka odpadła w półfinale, przegrywając z Chinką Li Na 5:7, 6:3, 1:6. Był to jej pierwszy od dwóch lat mecz o wejście do finału turnieju w grze pojedynczej. W październiku zwyciężyła w zawodach singlowych w Luksemburgu, gdzie w finale pokonała Monicę Niculescu wynikiem 6:2, 6:3.

### 2013
Sezon 2013 Venus Williams rozpoczęła od wielkoszlemowego turnieju Australian Open, gdzie została rozstawiona z numerem dwudziestym piątym. W pierwszym meczu wygrała z Galiną Woskobojewą 6:1, 6:0, w następnej rundzie zwyciężyła Alizé Cornet 6:3, 6:3. W trzecim meczu Amerykanka uległa Marii Szarapowej 1:6, 3:6. W rywalizacji deblistek razem ze swoją siostrą osiągnęły ćwierćfinał zawodów.
We Florianopolis najwyżej rozstawiona Amerykanka w pierwszej rundzie pokonała Mirjanę Lučić-Baroni, w drugiej Garbiñe Muguruzę, a w ćwierćfinale Magdalénę Rybárikovą. W półfinale uległa Oldze Puczkowej 6:4, 4:6, 5:7. W Miami w drugiej rundzie pokonała Kimiko Date-Krumm 7:6(3), 3:6, 6:4, ale kolejne spotkanie oddała walkowerem Sloane Stephens. W Charleston ponownie osiągnęła półfinał. Swój udział rozpoczęła od zwycięstw nad Móniką Puig i Varvarą Lepchenko, a w ćwierćfinale zwyciężyła z Madison Keys. W meczu półfinałowym zmierzyła się ze swoją młodszą siostrą, z którą przegrała 1:6, 2:6.
W Rzymie przegrała w pierwszej rundzie z Laurą Robson 3:6, 2:6. W przypadku wygranej, przeciwniczką Amerykanki byłaby jej siostra. Na French Open przegrała w pierwszej rundzie z Urszulą Radwańską 6:7(5), 7:6(4), 4:6. Mecz pierwszej rundy debla siostry oddały walkowerem. Z udziału w Wimbledonie zrezygnowała.
Pierwszy mecz po przerwie rozegrała w Toronto. Przegrała w pierwszej rundzie z Kirsten Flipkens 6:0, 4:6, 2:6. W Cincinnati awansowała do drugiej rundy. Podczas US Open pokonała w pierwszej rundzie Flipkens 6:1, 6:2, natomiast w kolejnym meczu uległa Zheng Jie 3:6, 6:2, 6:7(5). W grze podwójnej siostry Williams osiągnęły półfinał.
Kolejnym turniejem, w którym Amerykanka wzięła udział, były zawody WTA Premier 5 w Tokio. Awansowała w nich do półfinału, pokonując wcześniej m.in. w drugiej rundzie najwyżej rozstawioną Azarankę 6:2, 6:4. W meczu o finał przegrała z Petrą Kvitovą wynikiem 6:3, 3:6, 6:7(2). Udział w rozgrywkach w Pekinie, tak jak wszystkie półfinalistki z Tokio, rozpoczęła od drugiej rundy. Przegrała w niej z Sabine Lisicki 1:6, 2:6. W zawodach debla, do których Williams otrzymały dziką kartę, przegrały w pierwszym meczu.

### 2014
Venus Williams rozpoczęła sezon 2014 od udziału w zawodach w Auckland. Osiągnęła w nich finał, w którym przegrała z Aną Ivanović 2:6, 7:5, 4:6. Z Australian Open odpadła po spotkaniu pierwszej rundy, w którym lepsza okazała się Jekatierina Makarowa.
Następnie uległa Petrze Kvitovej w drugiej rundzie zawodów w Dosze. W finale Dubaju pokonała Alizé Cornet – półfinałową przeciwniczkę swojej siostry – wynikiem 6:3, 6:0.
Williams osiągnęła również finał w Montrealu, w którym przegrała z Agnieszką Radwańską. Zakończyła sezon na miejscu 19.

### 2015
W Auckland tym razem wygrała finał (z Caroline Wozniacki). W Dosze doszła do półfinału. Jesienią zwyciężyła w turniejach chińskich w Wuhanie i Zhuhai. Pozwoliło jej to zakończyć rok na 7. pozycji.

### 2016
Podczas okresu gry na kortach australijskich nie wygrała żadnego meczu, ale dwukrotnie triumfowała podczas starcia z Polską w ramach Pucharu Federacji. Następnie wygrała zawody w Kaohsiung, jednak w Indian Wells i Miami przegrywała na samym początku. Po słabych występach na kortach ziemnych osiągnęła półfinał Wimbledonu, w którym musiała uznać wyższość Angelique Kerber. W Stanford dotarła do finału, z kolei w Montrealu i na igrzyskach olimpijskich nie odniosła sukcesów. Na US Open przegrała w tie-breaku decydującego seta w czwartej rundzie z Plíškovą.

### 2017
W Australian Open doszła do finału, w którym przegrała ze swoją siostrą. W Miami pokonała Kuzniecową i Kerber, ale w półfinale uległa Koncie. Zrewanżowała się jej w Rzymie oraz na Wimbledonie, w którym osiągnęła finał, ulegając w nim Garbiñe Muguruzie. Dotarła do półfinału US Open, w którym przegrała ze zdobywczynią tytułu Sloane Stephens.

## Życie prywatne
W 2011 roku wykryto u niej zespół Sjögrena, tj. chorobę autoimmunologiczną. Przeszła wówczas na dietę wegańską, którą stosuje do tej pory. Jej siostra, Serena, także zmieniła nawyki żywieniowe i stosuje dietę roślinną.

## Historia występów wielkoszlemowych
Legenda
     W, wygrany turniej
      F, przegrana w finale
      SF, przegrana w półfinale
      QF, przegrana w ćwierćfinale
     xR, przegrana w x rundzie
     A, brak startu
     NH, turniej nie odbył się

### Występy w grze pojedynczej
| Turniej                | 1995 | 1996 | 1997 | 1998 | 1999 | 2000 | 2001 | 2002 | 2003 | 2004 | 2005 | 2006 | 2007 | 2008 | 2009 | 2010 | 2011 | 2012 | 2013 | 2014 | 2015 | 2016 | 2017 | 2018 | 2019 | 2020 | 2021 | 2022 | 2023 | 2024 | 2025 | Tytuły | Z–P      |
| ---------------------- | ---- | ---- | ---- | ---- | ---- | ---- | ---- | ---- | ---- | ---- | ---- | ---- | ---- | ---- | ---- | ---- | ---- | ---- | ---- | ---- | ---- | ---- | ---- | ---- | ---- | ---- | ---- | ---- | ---- | ---- | ---- | ------ | -------- |
| Australian Open        | A    | A    | A    | QF   | QF   | A    | SF   | QF   | F    | 3R   | 4R   | 1R   | A    | QF   | 2R   | QF   | 3R   | A    | 3R   | 1R   | QF   | 1R   | F    | 1R   | 3R   | 1R   | 2R   | A    | A    | A    | A    | 0 / 21 | 54 – 21  |
| French Open            | A    | A    | 2R   | QF   | 4R   | QF   | 1R   | F    | 4R   | QF   | 3R   | QF   | 3R   | 3R   | 3R   | 4R   | A    | 2R   | 1R   | 2R   | 1R   | 4R   | 4R   | 1R   | 1R   | 1R   | 1R   | A    | A    | A    | A    | 0 / 24 | 48 – 24  |
| Wimbledon              | A    |      | 1R   | QF   | QF   | W    | W    | F    | F    | 2R   | W    | 3R   | W    | W    | F    | QF   | 4R   | 1R   | A    | 3R   | 4R   | SF   | F    | 3R   | 1R   | NH   | 2R   | A    | 1R   | A    | A    | 5 / 24 | 90 – 19  |
| US Open                | A    | A    | F    | SF   | SF   | W    | W    | F    | A    | 4R   | QF   | A    | SF   | QF   | 4R   | SF   | 2R   | 2R   | 2R   | 3R   | QF   | 4R   | SF   | 3R   | 2R   | 1R   | A    | 1R   | 1R   | A    |      | 2 / 24 | 79 – 21  |
|                        |      |      |      |      |      |      |      |      |      |      |      |      |      |      |      |      |      |      |      |      |      |      |      |      |      |      |      |      |      |      |      |        |          |
| Ranking na koniec roku | 204  | 216  | 22   | 5    | 3    | 3    | 3    | 2    | 11   | 9    | 10   | 48   | 8    | 6    | 6    | 5    | 103  | 24   | 49   | 19   | 7    | 17   | 5    | 40   | 53   | 78   | 313  | 1010 | 407  | 970  |      | 7 / 93 | 271 – 85 |

### Występy w grze podwójnej
| Turniej                | 1995 | 1996 | 1997 | 1998 | 1999 | 2000 | 2001 | 2002 | 2003 | 2004 | 2005 | 2006 | 2007 | 2008 | 2009 | 2010 | 2011 | 2012 | 2013 | 2014 | 2015 | 2016 | 2017 | 2018 | 2019 | 2020 | 2021 | 2022 | 2023 | 2024 | 2025 | Tytuły  | Z–P      |
| ---------------------- | ---- | ---- | ---- | ---- | ---- | ---- | ---- | ---- | ---- | ---- | ---- | ---- | ---- | ---- | ---- | ---- | ---- | ---- | ---- | ---- | ---- | ---- | ---- | ---- | ---- | ---- | ---- | ---- | ---- | ---- | ---- | ------- | -------- |
| Australian Open        | A    | A    | A    | 3R   | SF   | A    | W    | A    | W    | A    | A    | A    | A    | QF   | W    | W    | A    | A    | QF   | A    | A    | A    | A    | A    | A    | A    | A    | A    | A    | A    | A    | 4 / 8   | 36 – 4   |
| French Open            | A    | A    | A    | A    | W    | A    | A    | A    | A    | A    | A    | A    | A    | A    | 3R   | W    | A    | A    | 1R   | A    | A    | 3R   | A    | 3R   | A    | A    | 1R   | A    | A    | A    | A    | 2 / 7   | 18 – 5   |
| Wimbledon              | A    | A    | A    | 1R   | A    | W    | 3R   | W    | 3R   | A    | A    | A    | 2R   | W    | W    | QF   | A    | W    | A    | 2R   | A    | W    | A    | A    | A    | NH   | A    | A    | A    | A    | A    | 6 / 12  | 45 – 6   |
| US Open                | A    | A    | 1R   | A    | W    | SF   | 3R   | A    | A    | A    | A    | A    | A    | A    | W    | A    | A    | 3R   | SF   | QF   | A    | A    | A    | A    | A    | A    | A    | 1R   | A    | A    |      | 2 / 9   | 27 – 7   |
|                        |      |      |      |      |      |      |      |      |      |      |      |      |      |      |      |      |      |      |      |      |      |      |      |      |      |      |      |      |      |      |      |         |          |
| Ranking na koniec roku | –    | –    | 121  | 36   | 10   | 54   | 54   | –    | –    | –    | –    | –    | –    | 23   | 3    | 11   | –    | 31   | 63   | 133  | –    | 31   | –    | 201  | –    | –    | 1384 | 1327 | –    | –    |      | 14 / 36 | 126 – 22 |

### Występy w grze mieszanej
| Turniej         | 1995 | 1996 | 1997 | 1998 | 1999 | 2000 | 2001 | 2002 | 2003 | 2004 | 2005 | 2006 | 2007 | 2008 | 2009 | 2010 | 2011 | 2012 | 2013 | 2014 | 2015 | 2016 | 2017 | 2018 | 2019 | 2020 | 2021 | 2022 | 2023 | 2024 | 2025 | Tytuły | Z–P     |
| --------------- | ---- | ---- | ---- | ---- | ---- | ---- | ---- | ---- | ---- | ---- | ---- | ---- | ---- | ---- | ---- | ---- | ---- | ---- | ---- | ---- | ---- | ---- | ---- | ---- | ---- | ---- | ---- | ---- | ---- | ---- | ---- | ------ | ------- |
| Australian Open | A    | A    | A    | W    | A    | A    | A    | A    | A    | A    | A    | A    | A    | A    | A    | A    | A    | A    | A    | A    | A    | A    | A    | A    | A    | 1R   | A    | A    | A    | A    | A    | 1 / 2  | 5 – 1   |
| French Open     | A    | A    | A    | W    | A    | A    | A    | A    | A    | A    | A    | A    | A    | A    | A    | A    | A    | A    | A    | A    | A    | A    | A    | A    | A    | NH   | A    | A    | A    | A    | A    | 1 / 1  | 6 – 0   |
| Wimbledon       | A    | A    | 1R   | SF   | QF   | A    | A    | A    | A    | A    | 3R   | F    | A    | A    | A    | A    | A    | A    | A    | A    | A    | A    | A    | A    | 2R   | NH   | 2R   | 2R   | A    | A    | A    | 0 / 8  | 15 – 7  |
| US Open         | A    | A    | A    | QF   | A    | A    | A    | A    | A    | A    | A    | A    | A    | A    | A    | A    | A    | A    | A    | A    | A    | A    | A    | A    | A    | NH   | A    | A    | A    | A    | 1R   | 0 / 2  | 2 – 2   |
|                 |      |      |      |      |      |      |      |      |      |      |      |      |      |      |      |      |      |      |      |      |      |      |      |      |      |      |      |      |      |      |      |        |         |
|                 |      |      |      |      |      |      |      |      |      |      |      |      |      |      |      |      |      |      |      |      |      |      |      |      |      |      |      |      |      |      |      | 2 / 13 | 28 – 10 |

## Finały turniejów WTA
| Legenda                     | Legenda |
| --------------------------- | ------- |
| Wielki Szlem                |         |
| Igrzyska olimpijskie        |         |
| WTA Tour Championships      |         |
| Puchar Wielkiego Szlema     |         |
| WTA Elite Trophy            |         |
| 1988 – 2008                 |         |
| Kategoria I                 |         |
| Kategoria II                |         |
| Kategoria III               |         |
| Kategoria IV                |         |
| Kategoria V                 |         |
| 2009 – 2020                 |         |
| WTA Premier Mandatory       |         |
| WTA Premier 5               |         |
| WTA Premier                 |         |
| WTA International Series    |         |
| WTA 125K series (2012–2020) |         |

### Gra pojedyncza 83 (49–34)
| Końcowy wynik | Nr  | Data                 | Turniej         | Nawierzchnia    | Przeciwniczka           | Wynik finału           |
| ------------- | --- | -------------------- | --------------- | --------------- | ----------------------- | ---------------------- |
| Finalistka    | 1.  | 6 września 1997      | US Open         | Twarda          | Martina Hingis          | 0:6, 4:6               |
| Finalistka    | 2.  | 17 stycznia 1998     | Sydney          | Twarda          | Arantxa Sánchez Vicario | 1:6, 3:6               |
| Zwyciężczyni  | 1.  | 1 marca 1998         | Oklahoma        | Twarda          | Joannette Kruger        | 6:3, 6:2               |
| Zwyciężczyni  | 2.  | 29 marca 1998        | Miami           | Twarda          | Anna Kurnikowa          | 2:6, 6:4, 6:1          |
| Finalistka    | 3.  | 10 maja 1998         | Rzym            | Ceglana         | Martina Hingis          | 2:6, 6:3, 2:6          |
| Finalistka    | 4.  | 2 sierpnia 1998      | Stanford        | Twarda          | Lindsay Davenport       | 4:6, 7:5, 4:6          |
| Zwyciężczyni  | 3.  | 4 października 1998  | Monachium       | Twarda (hala)   | Patty Schnyder          | 6:2, 3:6, 6:2          |
| Finalistka    | 5.  | 18 października 1998 | Zurych          | Dywanowa (hala) | Lindsay Davenport       | 5:7, 3:6               |
| Finalistka    | 6.  | 21 lutego 1999       | Hanower         | Dywanowa (hala) | Jana Novotná            | 4:6, 4:6               |
| Zwyciężczyni  | 4.  | 28 lutego 1999       | Oklahoma        | Twarda (hala)   | Amanda Coetzer          | 6:4, 6:0               |
| Zwyciężczyni  | 5.  | 28 marca 1999        | Miami           | Twarda          | Serena Williams         | 6:1, 4:6, 6:4          |
| Zwyciężczyni  | 6.  | 2 maja 1999          | Hamburg         | Ceglana         | Mary Pierce             | 6:0, 6:3               |
| Zwyciężczyni  | 7.  | 9 maja 1999          | Rzym            | Ceglana         | Mary Pierce             | 6:4, 6:2               |
| Finalistka    | 7.  | 1 sierpnia 1999      | Stanford        | Twarda          | Lindsay Davenport       | 6:7(1), 2:6            |
| Finalistka    | 8.  | 8 sierpnia 1999      | San Diego       | Twarda          | Martina Hingis          | 4:6, 0:6               |
| Zwyciężczyni  | 8.  | 28 sierpnia 1999     | New Haven       | Twarda          | Lindsay Davenport       | 6:2, 7:5               |
| Finalistka    | 9.  | 3 października 1999  | Monachium       | Twarda (hala)   | Serena Williams         | 1:6, 6:3, 3:6          |
| Zwyciężczyni  | 9.  | 17 października 1999 | Zurych          | Twarda (hala)   | Martina Hingis          | 6:3, 6:4               |
| Zwyciężczyni  | 10. | 8 lipca 2000         | Wimbledon       | Trawiasta       | Lindsay Davenport       | 6:3, 7:6(3)            |
| Zwyciężczyni  | 11. | 30 lipca 2000        | Stanford        | Twarda          | Lindsay Davenport       | 6:1, 6:4               |
| Zwyciężczyni  | 12. | 6 sierpnia 2000      | San Diego       | Twarda          | Monica Seles            | 6:0, 6:7(3), 6:3       |
| Zwyciężczyni  | 13. | 26 sierpnia 2000     | New Haven       | Twarda          | Monica Seles            | 6:2, 6:4               |
| Zwyciężczyni  | 14. | 9 września 2000      | US Open         | Twarda          | Lindsay Davenport       | 6:4, 7:5               |
| Zwyciężczyni  | 15. | 1 października 2000  | Sydney          | Twarda          | Jelena Diemientjewa     | 6:2, 6:4               |
| Finalistka    | 10. | 22 października 2000 | Linz            | Dywanowa (hala) | Lindsay Davenport       | 4:6, 6:3, 2:6          |
| Zwyciężczyni  | 16. | 31 marca 2001        | Miami           | Twarda          | Jennifer Capriati       | 4:6, 6:1, 7:6(4)       |
| Zwyciężczyni  | 17. | 6 maja 2001          | Hamburg         | Ceglana         | Meghann Shaughnessy     | 6:3, 6:0               |
| Zwyciężczyni  | 18. | 7 lipca 2001         | Wimbledon       | Trawiasta       | Justine Henin           | 6:1, 3:6, 6:0          |
| Zwyciężczyni  | 19. | 5 sierpnia 2001      | San Diego       | Twarda          | Monica Seles            | 6:2, 6:3               |
| Zwyciężczyni  | 20. | 25 sierpnia 2001     | New Haven       | Twarda          | Lindsay Davenport       | 7:6(6), 6:4            |
| Zwyciężczyni  | 21. | 8 września 2001      | US Open         | Twarda          | Serena Williams         | 6:2, 6:4               |
| Zwyciężczyni  | 22. | 6 stycznia 2002      | Gold Coast      | Twarda          | Justine Henin           | 7:5, 6:2               |
| Zwyciężczyni  | 23. | 10 lutego 2002       | Paryż           | Dywanowa (hala) | Jelena Dokić            | walkower               |
| Zwyciężczyni  | 24. | 17 lutego 2002       | Antwerpia       | Dywanowa (hala) | Justine Henin           | 6:3, 5:7, 6:3          |
| Zwyciężczyni  | 25. | 14 kwietnia 2002     | Amelia Island   | Ceglana         | Justine Henin           | 2:6, 7:5, 7:6(5)       |
| Finalistka    | 11. | 5 maja 2002          | Hamburg         | Ceglana         | Kim Clijsters           | 6:1, 3:6, 4:6          |
| Finalistka    | 12. | 9 czerwca 2002       | French Open     | Ceglana         | Serena Williams         | 5:7, 3:6               |
| Finalistka    | 13. | 7 lipca 2002         | Wimbledon       | Trawiasta       | Serena Williams         | 6:7(4), 3:6            |
| Zwyciężczyni  | 26. | 28 lipca 2002        | Stanford        | Twarda          | Kim Clijsters           | 6:3, 6:3               |
| Zwyciężczyni  | 27. | 4 sierpnia 2002      | San Diego       | Twarda          | Jelena Dokić            | 6:2, 6:2               |
| Zwyciężczyni  | 28. | 23 sierpnia 2002     | New Haven       | Twarda          | Lindsay Davenport       | 7:5, 6:0               |
| Finalistka    | 14. | 8 września 2002      | US Open         | Twarda          | Serena Williams         | 4:6, 3:6               |
| Finalistka    | 15. | 26 stycznia 2003     | Australian Open | Twarda          | Serena Williams         | 6:7(4), 6:3, 4:6       |
| Zwyciężczyni  | 29. | 16 lutego 2003       | Antwerpia       | Dywanowa (hala) | Kim Clijsters           | 6:2, 6:4               |
| Finalistka    | 16. | 4 maja 2003          | Warszawa        | Ceglana         | Amélie Mauresmo         | 7:6(6), 0:6, 0:3 krecz |
| Finalistka    | 17. | 6 lipca 2003         | Wimbledon       | Trawiasta       | Serena Williams         | 6:4, 4:6, 2:6          |
| Zwyciężczyni  | 30. | 18 kwietnia 2004     | Charleston      | Ceglana         | Conchita Martínez       | 2:6, 6:2, 6:1          |
| Zwyciężczyni  | 31. | 2 maja 2004          | Warszawa        | Ceglana         | Swietłana Kuzniecowa    | 6:1, 6:4               |
| Finalistka    | 18. | 9 maja 2004          | Berlin          | Ceglana         | Amélie Mauresmo         | walkower               |
| Finalistka    | 19. | 18 lipca 2004        | Stanford        | Twarda          | Lindsay Davenport       | 6:7(4), 7:5, 6:7(4)    |
| Finalistka    | 20. | 20 lutego 2005       | Antwerpia       | Dywanowa (hala) | Amélie Mauresmo         | 6:4, 5:7, 4:6          |
| Zwyciężczyni  | 32. | 22 maja 2005         | Stambuł         | Ceglana         | Nicole Vaidišová        | 6:3, 6:2               |
| Zwyciężczyni  | 33. | 2 lipca 2005         | Wimbledon       | Trawiasta       | Lindsay Davenport       | 4:6, 7:6(4), 9:7       |
| Finalistka    | 21. | 31 lipca 2005        | Stanford        | Twarda          | Kim Clijsters           | 5:7, 2:6               |
| Zwyciężczyni  | 34. | 24 lutego 2007       | Memphis         | Dywanowa (hala) | Szachar Pe’er           | 6:1, 6:1               |
| Zwyciężczyni  | 35. | 7 lipca 2007         | Wimbledon       | Trawiasta       | Marion Bartoli          | 6:4, 6:1               |
| Zwyciężczyni  | 36. | 30 września 2007     | Seul            | Twarda          | Marija Kirilenko        | 6:3, 1:6, 6:4          |
| Finalistka    | 22. | 6 października 2007  | Tokio           | Twarda          | Virginie Razzano        | 6:4, 6:7(7), 4:6       |
| Zwyciężczyni  | 37. | 5 lipca 2008         | Wimbledon       | Trawiasta       | Serena Williams         | 7:5, 6:4               |
| Zwyciężczyni  | 38. | 19 października 2008 | Zurych          | Twarda (hala)   | Flavia Pennetta         | 7:6(1), 6:2            |
| Zwyciężczyni  | 39. | 9 listopada 2008     | Doha            | Twarda          | Wiera Zwonariowa        | 6:7(5), 6:0, 6:2       |
| Zwyciężczyni  | 40. | 21 lutego 2009       | Dubaj           | Twarda          | Virginie Razzano        | 6:4, 6:2               |
| Zwyciężczyni  | 41. | 1 marca 2009         | Acapulco        | Ceglana         | Flavia Pennetta         | 6:1, 6:2               |
| Finalistka    | 23. | 5 lipca 2009         | Wimbledon       | Trawiasta       | Serena Williams         | 6:7(3), 2:6            |
| Finalistka    | 24. | 2 sierpnia 2009      | Stanford        | Twarda          | Marion Bartoli          | 2:6, 7:5, 4:6          |
| Finalistka    | 25. | 1 listopada 2009     | Doha            | Twarda          | Serena Williams         | 2:6, 6:7(4)            |
| Zwyciężczyni  | 42. | 20 lutego 2010       | Dubaj           | Twarda          | Wiktoryja Azaranka      | 6:3, 7:5               |
| Zwyciężczyni  | 43. | 27 lutego 2010       | Acapulco        | Ceglana         | Polona Hercog           | 2:6, 6:2, 6:3          |
| Finalistka    | 26. | 3 kwietnia 2010      | Miami           | Twarda          | Kim Clijsters           | 2:6, 1:6               |
| Finalistka    | 27. | 16 maja 2010         | Madryt          | Ceglana         | Aravane Rezaï           | 2:6, 5:7               |
| Zwyciężczyni  | 44. | 21 października 2012 | Luksemburg      | Twarda (hala)   | Monica Niculescu        | 6:2, 6:3               |
| Finalistka    | 28. | 4 stycznia 2014      | Auckland        | Twarda          | Ana Ivanović            | 2:6, 7:5, 4:6          |
| Zwyciężczyni  | 45. | 22 lutego 2014       | Dubaj           | Twarda          | Alizé Cornet            | 6:3, 6:0               |
| Finalistka    | 29. | 10 sierpnia 2014     | Montreal        | Twarda          | Agnieszka Radwańska     | 4:6, 2:6               |
| Finalistka    | 30. | 14 września 2014     | Québec          | Dywanowa (hala) | Mirjana Lučić-Baroni    | 4:6, 3:6               |
| Zwyciężczyni  | 46. | 10 stycznia 2015     | Auckland        | Twarda          | Caroline Wozniacki      | 2:6, 6:3, 6:3          |
| Zwyciężczyni  | 47. | 3 października 2015  | Wuhan           | Twarda          | Garbiñe Muguruza        | 6:3, 3:0 krecz         |
| Zwyciężczyni  | 48. | 8 listopada 2015     | Zhuhai          | Twarda (hala)   | Karolína Plíšková       | 7:5, 7:6(6)            |
| Zwyciężczyni  | 49. | 14 lutego 2016       | Kaohsiung       | Twarda          | Misaki Doi              | 6:4, 6:2               |
| Finalistka    | 31. | 24 lipca 2016        | Stanford        | Twarda          | Johanna Konta           | 5:7, 7:5, 2:6          |
| Finalistka    | 32. | 28 stycznia 2017     | Australian Open | Twarda          | Serena Williams         | 4:6, 4:6               |
| Finalistka    | 33. | 15 lipca 2017        | Wimbledon       | Trawiasta       | Garbiñe Muguruza        | 5:7, 0:6               |
| Finalistka    | 34. | 29 października 2017 | Singapur        | Twarda (hala)   | Caroline Wozniacki      | 4:6, 4:6               |

### Gra mieszana 4 (2–2)
| Końcowy wynik | Nr | Data             | Turniej         | Nawierzchnia | Partner          | Przeciwnicy                     | Wynik finału      |
| ------------- | -- | ---------------- | --------------- | ------------ | ---------------- | ------------------------------- | ----------------- |
| Zwyciężczyni  | 1. | 31 stycznia 1998 | Australian Open | Twarda       | Justin Gimelstob | Helena Suková Cyril Suk         | 6:2, 6:1          |
| Zwyciężczyni  | 2. | 6 czerwca 1998   | French Open     | Ceglana      | Justin Gimelstob | Serena Williams Luis Lobo       | 6:4, 6:4          |
| Finalistka    | 1. | 9 lipca 2006     | Wimbledon       | Trawiasta    | Bob Bryan        | Wiera Zwonariowa Andy Ram       | 3:6, 2:6          |
| Finalistka    | 2. | 14 sierpnia 2016 | Rio de Janeiro  | Twarda       | Rajeev Ram       | Bethanie Mattek-Sands Jack Sock | 7:6(3), 1:6, 7–10 |

## Występy w Turnieju Mistrzyń

### W grze pojedynczej
| Rok  | Rezultat   | Przeciwniczka      | Wynik            |
| 1999 | Półfinał   | Martina Hingis     | 4:6, 6:7(2)      |
| 2002 | Półfinał   | Kim Clijsters      | 0:5 krecz        |
| 2008 | Zwycięstwo | Wiera Zwonariowa   | 6:7(5), 6:0, 6:2 |
| 2009 | Finał      | Serena Williams    | 2:6, 6:7(4)      |
| 2017 | Finał      | Caroline Wozniacki | 4:6, 4:6         |

### W grze podwójnej
| Rok  | Rezultat | Partnerka       | Przeciwniczki                                      | Wynik          |
| 2009 | Półfinał | Serena Williams | Nuria Llagostera Vives María José Martínez Sánchez | 6:2, 3:6, 8–10 |

## Występy w Turnieju WTA Elite Trophy

### W grze pojedynczej
| Rok  | Rezultat   | Przeciwniczka     | Wynik       |
| 2015 | Zwycięstwo | Karolína Plíšková | 7:5, 7:6(6) |

## Występy w igrzyskach olimpijskich

### Gra pojedyncza
| Runda                                                                                          | Przeciwniczka                          | Wynik            |  |
| ---------------------------------------------------------------------------------------------- | -------------------------------------- | ---------------- |  |
|                                                                                                |                                        |                  |  |
| Letnie Igrzyska Olimpijskie w Sydney 2000, reprezentując państwo Stany Zjednoczone [2]         |                                        |                  |  |
| I runda                                                                                        | Słowacja: Henrieta Nagyová             | 6:2, 6:2         |  |
| II runda                                                                                       | Tajlandia: Tamarine Tanasugarn         | 6:2, 6:3         |  |
| III runda                                                                                      | Niemcy: Jana Kandarr                   | 6:2, 6:2         |  |
| Ćwierćfinał                                                                                    | Hiszpania: Arantxa Sánchez Vicario [5] | 3:6, 6:2, 6:4    |  |
| Półfinał                                                                                       | Stany Zjednoczone: Monica Seles [3]    | 6:1, 4:6, 6:3    |  |
| O złoty medal                                                                                  | Rosja: Jelena Diemientjewa             | 6:2, 6:4         |  |
|                                                                                                |                                        |                  |  |
| Letnie Igrzyska Olimpijskie w Atenach 2004, reprezentując państwo Stany Zjednoczone [6]        |                                        |                  |  |
| I runda                                                                                        | Węgry: Melinda Czink [W]               | 6:1, 6:2         |  |
| II runda                                                                                       | Słowenia: Maja Matevžič                | 6:0, 6:0         |  |
| III runda                                                                                      | Francja: Mary Pierce                   | 4:6, 4:6         |  |
|                                                                                                |                                        |                  |  |
| Letnie Igrzyska Olimpijskie w Pekinie 2008, reprezentując państwo Stany Zjednoczone [7]        |                                        |                  |  |
| I runda                                                                                        | Szwajcaria: Timea Bacsinszky           | 6:3, 6:2         |  |
| II runda                                                                                       | Czechy: Iveta Benešová                 | 6:1, 6:4         |  |
| III runda                                                                                      | Białoruś: Wiktoryja Azaranka [12]      | 6:3, 6:2         |  |
| Ćwierćfinał                                                                                    | Chiny: Li Na                           | 5:7, 5:7         |  |
|                                                                                                |                                        |                  |  |
| Letnie Igrzyska Olimpijskie w Londynie 2012, reprezentując państwo Stany Zjednoczone           |                                        |                  |  |
| I runda                                                                                        | Włochy: Sara Errani                    | 6:3, 6:1         |  |
| II runda                                                                                       | Kanada: Aleksandra Wozniak             | 6:1, 6:3         |  |
| III runda                                                                                      | Niemcy: Angelique Kerber [7]           | 6:7(5), 6:7(5)   |  |
|                                                                                                |                                        |                  |  |
| Letnie Igrzyska Olimpijskie w Rio de Janeiro 2016, reprezentując państwo Stany Zjednoczone [5] |                                        |                  |  |
| I runda                                                                                        | Belgia: Kirsten Flipkens               | 6:4, 3:6, 6:7(5) |  |

### Gra podwójna
| Runda                                                                                      | Partnerka           | Przeciwniczki                                                   | Wynik         |
| ------------------------------------------------------------------------------------------ | ------------------- | --------------------------------------------------------------- | ------------- |
|                                                                                            |                     |                                                                 |               |
| Letnie Igrzyska Olimpijskie w Sydney 2000, reprezentując państwo Stany Zjednoczone         |                     |                                                                 |               |
| I runda                                                                                    | Serena Williams     | Kanada: Sonya Jeyaseelan / Vanessa Webb                         | 6:3, 6:1      |
| II runda                                                                                   | Serena Williams     | Rosja: Jelena Lichowcewa / Anastasija Myskina                   | 4:6, 6:2, 6:3 |
| Ćwierćfinał                                                                                | Serena Williams     | Francja: Julie Halard-Decugis / Amélie Mauresmo [1]             | 6:3, 6:2      |
| Półfinał                                                                                   | Serena Williams     | Belgia: Els Callens / Dominique Van Roost [5]                   | 6:4, 6:1      |
| O złoty medal                                                                              | Serena Williams     | Holandia: Kristie Boogert / Miriam Oremans                      | 6:1, 6:1      |
|                                                                                            |                     |                                                                 |               |
| Letnie Igrzyska Olimpijskie w Atenach 2004, reprezentując państwo Stany Zjednoczone        |                     |                                                                 |               |
| I runda                                                                                    | Chanda Rubin        | Chiny: Li Ting / Sun Tiantian [8]                               | 5:7, 6:1, 3:6 |
|                                                                                            |                     |                                                                 |               |
| Letnie Igrzyska Olimpijskie w Pekinie 2008, reprezentując państwo Stany Zjednoczone        |                     |                                                                 |               |
| I runda                                                                                    | Serena Williams [2] | Czechy: Iveta Benešová / Nicole Vaidišová                       | 4:6, 7:5, 6:1 |
| II runda                                                                                   | Serena Williams [2] | Japonia: Ayumi Morita / Ai Sugiyama                             | 7:5, 6:2      |
| Ćwierćfinał                                                                                | Serena Williams [2] | Rosja: Jelena Wiesnina / Wiera Zwonariowa [7]                   | 6:4, 6:0      |
| Półfinał                                                                                   | Serena Williams [2] | Ukraina: Alona Bondarenko / Kateryna Bondarenko [6]             | 4:6, 6:4, 6:1 |
| O złoty medal                                                                              | Serena Williams [2] | Hiszpania: Anabel Medina Garrigues / Virginia Ruano Pascual [4] | 6:2, 6:0      |
|                                                                                            |                     |                                                                 |               |
| Letnie Igrzyska Olimpijskie w Londynie 2012, reprezentując państwo Stany Zjednoczone       |                     |                                                                 |               |
| I runda                                                                                    | Serena Williams     | Rumunia: Sorana Cîrstea / Simona Halep                          | 6:3, 6:2      |
| II runda                                                                                   | Serena Williams     | Niemcy: Angelique Kerber / Sabine Lisicki [5]                   | 6:2, 7:5      |
| Ćwierćfinał                                                                                | Serena Williams     | Włochy: Sara Errani / Roberta Vinci [2]                         | 6:1, 6:1      |
| Półfinał                                                                                   | Serena Williams     | Rosja: Marija Kirilenko / Nadieżda Pietrowa [3]                 | 7:5, 6:4      |
| O złoty medal                                                                              | Serena Williams     | Czechy: Andrea Hlaváčková / Lucie Hradecká [4]                  | 6:4, 6:4      |
|                                                                                            |                     |                                                                 |               |
| Letnie Igrzyska Olimpijskie w Rio de Janeiro 2016, reprezentując państwo Stany Zjednoczone |                     |                                                                 |               |
| I runda                                                                                    | Serena Williams [1] | Czechy: Lucie Šafářová / Barbora Strýcová                       | 3:6, 4:6      |

### Gra mieszana
| Runda                                                                                      | Partner    | Przeciwnicy                                          | Wynik                |
| ------------------------------------------------------------------------------------------ | ---------- | ---------------------------------------------------- | -------------------- |
|                                                                                            |            |                                                      |                      |
| Letnie Igrzyska Olimpijskie w Rio de Janeiro 2016, reprezentując państwo Stany Zjednoczone |            |                                                      |                      |
| I runda                                                                                    | Rajeev Ram | Holandia: Kiki Bertens / Jean-Julien Rojer           | 6:7(3), 7:6(3), 10–8 |
| Ćwierćfinał                                                                                | Rajeev Ram | Włochy: Roberta Vinci / Fabio Fognini                | 6:3, 7:5             |
| Półfinał                                                                                   | Rajeev Ram | Indie: Sania Mirza / Rohan Bopanna [4]               | 2:6, 6:2, 10–3       |
| O złoty medal                                                                              | Rajeev Ram | Stany Zjednoczone: Bethanie Mattek-Sands / Jack Sock | 7:6(3), 1:6, 7–10    |